# RAB6C
RAB6C (англ. RAB6C, member RAS oncogene family) – білок, який кодується однойменним геном, розташованим у людей на короткому плечі 2-ї хромосоми. Довжина поліпептидного ланцюга білка становить 254 амінокислот, а молекулярна маса — 28 355.
| 10         |  | 20         |  | 30         |  | 40         |  | 50         |
| ---------- |  | ---------- |  | ---------- |  | ---------- |  | ---------- |
| MSAGGDFGNP |  | LRKFKLVFLG |  | EQSVAKTSLI |  | TRFRYDSFDN |  | TYQAIIGIDF |
| LSKTMYLEDG |  | TIGLRLWDTA |  | GQERLRSLIP |  | RYIRDSAAAV |  | VVYDITNVNS |
| FQQTTKWIDD |  | VRTERGSDVI |  | ITLVGNRTDL |  | ADKRQVSVEE |  | GERKAKGLNV |
| TFIETRAKAG |  | YNVKQLFRRV |  | AAALPGMEST |  | QDGSREDMSD |  | IKLEKPQEQT |
| VSEGGCSCYS |  | PMSSSTLPQK |  | PPYSFIDCSV |  | NIGLNLFPSL |  | ITFCNSSLLP |
| VSWR       |  |            |  |            |  |            |  |            |

A: Аланін

C: Цистеїн

D: Аспарагінова кислота

E: Глутамінова кислота

F: Фенілаланін

G: Гліцин

I: Ізолейцин

K: Лізин

L: Лейцин

M: Метіонін

N: Аспарагін

P: Пролін

Q: Глутамін

R: Аргінін

S: Серин

T: Треонін

V: Валін

W: Триптофан

Кодований геном білок за функцією належить до фосфопротеїнів. 
Задіяний у такому біологічному процесі як поліморфізм. 
Білок має сайт для зв'язування з нуклеотидами, ГТФ. 
Локалізований у цитоплазмі, цитоскелеті, ядрі.